# Ba ba gai
Ba ba gai hay cua đinh núi (danh pháp hai phần: Palea steindachneri) là một loài rùa trong họ Trionychidae. Loài này được Siebenrock mô tả khoa học đầu tiên năm 1906.
Ba ba gai có mũi dài, mai có màu nâu đến xám với nhiều nốt sần không đều, yếm gần như trắng toàn bộ (có vài vết mờ hoăc lốm đốm), cá thể non có viền màu trắng nhạt, từ phía sau mắt đến đầu. Đặc điểm phân biệt rõ ràng với các loài ba ba khác là có các vết ngấn da sần ở cổ, rìa trước và trên mai có nhiều nốt sần
Chúng là đối tượng sống trong môi trường hoang dã ở các sông, ngòi, khe suối ngoài tự nhiên. Tuy nhiên hiện nay ba ba gai được tìm thấy ở Trung Quốc rất ít (IUCN, 2017) và chủ yếu nhập từ Việt Nam. Ở Việt Nam ba ba gai phân bố tự nhiên ở các sông, suối đầm hồ tại một số tỉnh miền núi phía Bắc nhưng chủ yếu tập trung ở huyện Văn Chấn tỉnh Yên Bái, do Văn Chấn có điều kiện địa lý, khí hậu rất thuận lợi cho ba ba gai sinh trưởng và phát triển.
Ba ba gai sinh trưởng và phát triển tốt ở các đầm hồ, khe suối miền núi, nơi yên tĩnh, kín đáo và có nguồn nước trong, mát và không bị ô nhiễm. Ba ba gai là loài nhút nhát, nhưng rất hung dữ hay cắn nhau. Con lớn có thể cắn con bé, thậm chí khi thiếu thức ăn có thể ăn cả con bé. Thức ăn chính cho ba ba gai chủ yếu là động vật. Sau khi nở vài giờ ba ba tự biết tìm mồi ăn. Mới nở ba ba con ăn động vật phù du, giun đất có kích thước nhỏ. Khi lớn ba ba gai ăn cá, tép, cua, ốc, giun đất và hến. Trong điều kiện nuôi nhân tạo ba ba có thể ăn xác động vật mới chết, phụ phẩm thực phẩm, ngoài ra còn ăn ngũ cốc (ngô, đậu tương,...).
Ba ba gai là loài đẻ trứng thụ tinh trong. Khi mới nở ba ba gai có khối lượng từ 5 - 8 gam/con. Trong điều kiện nuôi từ cỡ giống 50 - 100 gam/con, sau 1 năm ba ba gai có thể đạt từ 0,5 - 1,0 kg, sau năm thứ 2 đạt từ 1,0 - 3,0 kg. Ngoài tự nhiên ba ba gai có thể bắt đầu sinh sản từ 4 - 6 tuổi. Trong điều kiện nuôi dưỡng tốt từ 3 - 5 năm ba ba có trọng lượng 2,5 - 3,5 kg thì bắt đầu đẻ trứng.
Ba ba gai sống ở dưới nước nhưng đẻ trứng trên cạn, mùa sinh sản thường vào mùa mưa. Ban đêm ba ba gai bò lên bãi cát ven suối, bờ ao tìm chỗ kín đáo có đất, cát sốp ẩm bới làm tổ và đẻ trứng. Sau khi đẻ xong, chúng dùng hai chân trước cào lớp cát, đất lấp kín trứng, sau đó dùng bụng xoa nhẵn mặt đất rồi bò xuống nước sinh sống. Ba ba là loài không biết ấp trứng, sau 55 - 60 ngày thì trứng nở. Ngoài tự nhiên, tỷ lệ nở của trứng ba ba gai thấp do tác động của các yếu tố môi trường không thuận lợi và một số loài địch hại.
Thịt ba ba gai là một  trong những loại thức ăn quý, có giá trị dinh dưỡng cao. Trong 100g thịt ba ba có khoảng 80g nước, 16,5g protein, 1g lipid, 1,6g carbohydrat, 107 mg calci, 1,4 mg chất sắt, 3,7 mg axit nicotinic, khá giàu các vitamin B1, B2, vitamin A và iod. Các món ăn từ ba ba rất thích hợp cho những người bị bệnh lao, viêm gan mãn tính, xơ gan, tiểu đường, viêm thận, nam giới thận yếu thuộc thể can thận âm hư (người gầy yếu; hay hoa mắt, chóng mặt; có cảm giác sốt về chiều; lòng bàn tay, bàn chân nóng, gò má đỏ; vã mồ hôi trộm, di mộng tinh, miệng khát, họng khô, lưỡi đỏ,...).

## Hình ảnh

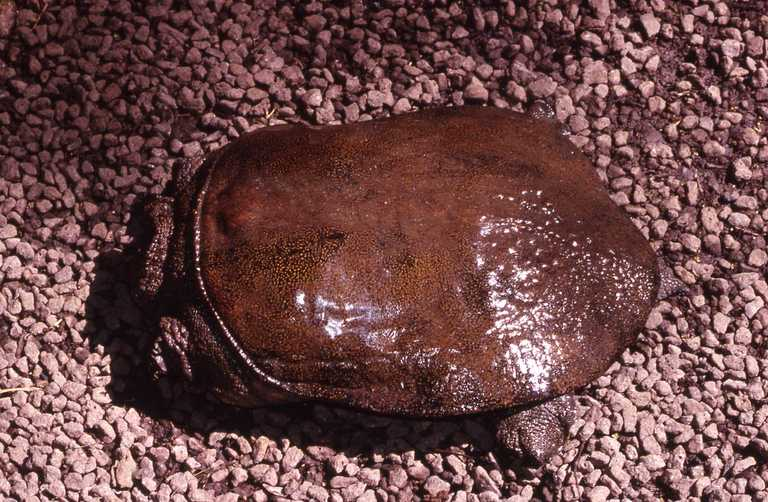